# Przygoda z owcą
Przygoda z owcą (jap. 羊をめぐる冒険 Hitsuji o meguru bōken) – powieść japońskiego pisarza Harukiego Murakamiego, wydana w Japonii w 1982 roku.
W Polsce powieść została wydana w roku 1995 nakładem wydawnictwa Wilga. Wznawiana w 2003, 2008 i 2011 roku nakładem Wydawnictwa Muza. Jest to trzecia powieść Murakamiego (po Słuchaj pieśni wiatru (1979) i Flipper roku 1973 (1980). Wszystkie te powieści łączą ci sami główni bohaterowie – Boku i Szczur.
Utwór cieszył się dużym powodzeniem – w pół roku od publikacji Przygoda z owcą sprzedała się w Japonii w 50 000 egzemplarzy.

## Okoliczności powstania i publikacji utworu
Murakami postanowił napisać powieść, której głównym tematem byłaby owca po tym, jak pisarka Takako Takahashi (1932–2013) skrytykowała użyte w powieści Flipper roku 1973 metafory związane z owcami, twierdząc, że zwierzęta takie nie są hodowane w Japonii. Murakami odkrył jednak, że nie jest to prawdą – na początku okresu Meiji rząd japoński próbował, wzorem Zachodu, hodować owce, jednak ostatecznie przedsięwzięcie to nie powiodło się, a hodowle przetrwały jedynie na wyspie Hokkaido.
Powieść zainspirowała także formuła kryminału, wypracowana przez Raymonda Chandlera. Murakami stworzył na jej podstawie bohatera, mieszkańca wielkiego miasta, udającego się na poszukiwanie czegoś i odnoszącego klęskę w finale swoich poszukiwań. W przeciwieństwie jednak do Chandlera, japoński pisarz zrezygnował z klarownego wyjaśnienia zawartych w powieści tajemnic. Z kolei do stworzenia bardziej niż we wcześniejszych powieściach zwartej, spójnej i pełnej napięcia fabuły zainspirowała Murakamiego lektura powieści Koinrokkā beibīzu (Coin Locker Babies, Dzieci ze schowka) Ryū Murakamiego.
Pisanie utworu trwało od jesieni 1981 roku do wiosny 1982. W tym czasie Murakami rzucił palenie i podjął biegi długodystansowe, które na trwałe weszły do jego sposobu życia i były blisko związane z jego twórczością literacką (napisał na ich temat książkę O czym mówię, kiedy mówię o bieganiu).

## Zarys fabuły
Boku, dwudziestokilkuletni pracownik firmy reklamowej w Tokio, wiedzie spokojne, zwyczajne życie. Pewnego dnia dostaje od przyjaciela o imieniu Szczur kartkę pocztową, przedstawiającą owce pasące się na pastwisku. Zdjęcie zostaje wykorzystane na potrzeby kampanii promocyjnej pewnej firmy ubezpieczeniowej. Okazuje się, że jedna z owiec na zdjęciu jest niezwykła, ma bowiem na grzbiecie dziwną gwiazdę. Tajemniczy człowiek w czarnym garniturze, potężny i wpływowy, stawia głównemu bohaterowi ultimatum: albo odszuka tajemniczą owcę, albo będzie miał kłopoty.